# Texture (matériau)
Pour les articles homonymes, voir texture.

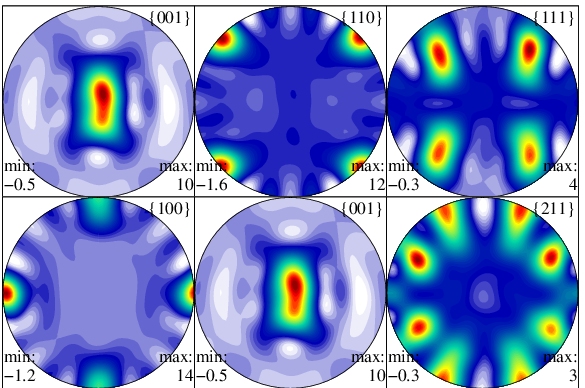
Figures de pôles representant la texture cristalline d'un alliage gamma-TiAl

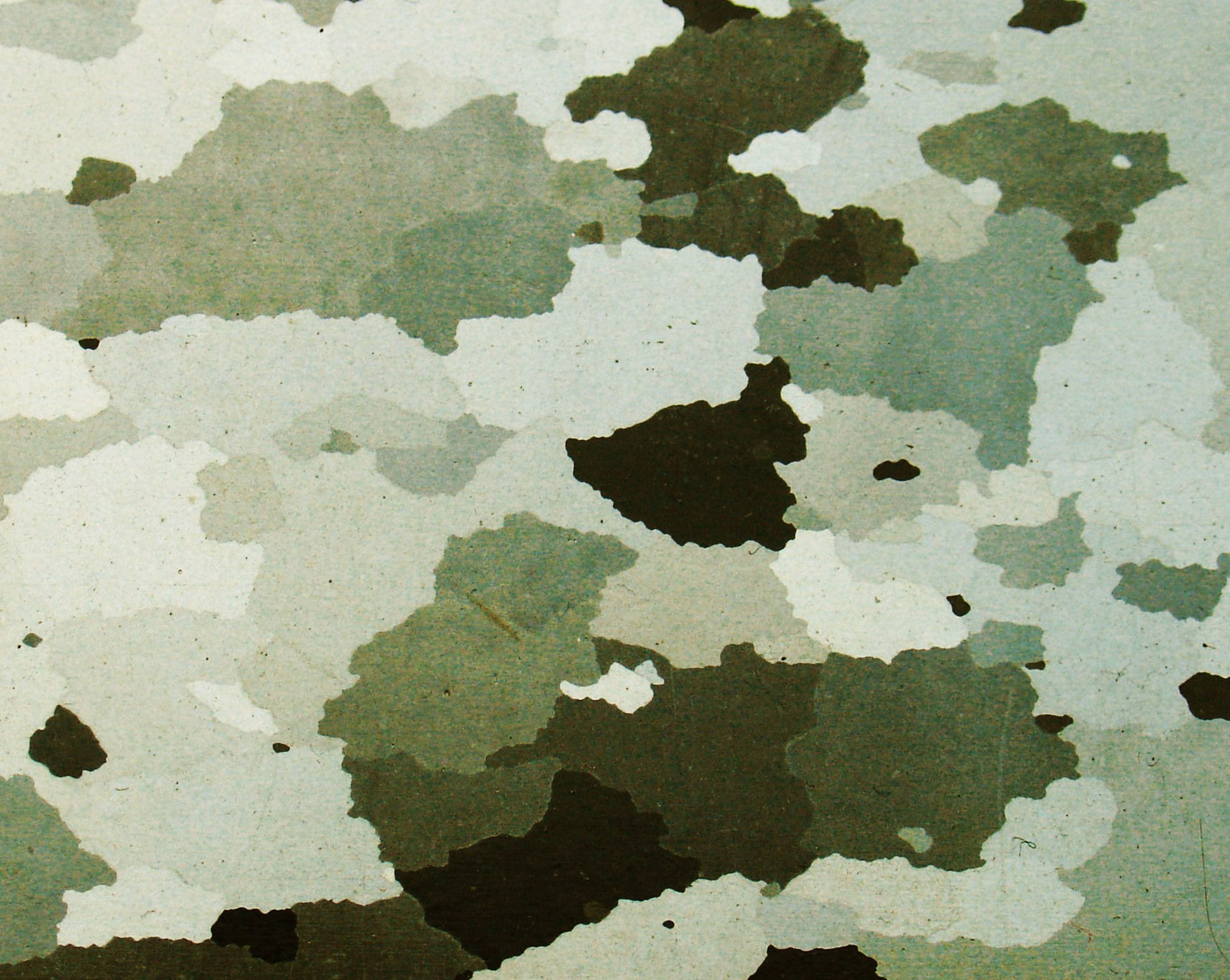
Structure polycristalline d'un acier électrique. Chaque grain a une orientation différente, visible par les différentes réflexions de la lumière.

En minéralogie, en métallurgie et en cristallographie, le terme texture désigne une orientation préférentielle des cristallites d'un matériau polycristallin.
Un matériau polycristallin tel qu'une poudre, une céramique ou une couche mince est composé d'une multitude de petits cristaux, ou cristallites, agrégés les uns aux autres. Il n'y a, a priori, aucune relation entre les orientations relatives de ces cristallites les uns par rapport aux autres ; elles sont distribuées de manière complètement aléatoire. On dit d'un matériau pour lequel c'est effectivement le cas, qu'il n'a pas de texture, ou encore qu'il est « équiaxe » ou « atexturé ».
Sous l'influence de différents facteurs, il peut arriver que les cristallites s'orientent, non pas de manière totalement aléatoire, mais préférentiellement selon une ou plusieurs directions particulières. On dit alors, que le matériau présente une texture. Selon le cas et les applications visées, on cherchera à créer une texture, ou au contraire à l'éliminer.
La texture peut résulter :
- du mode de croissance des cristaux (solidification, précipitation) ;
- de la déformation plastique imposée au matériau (comme le laminage ou l'extrusion).

La texture de fibre désigne la texture typique obtenue par extrusion.
Pour obtenir un matériau sans texture, on peut :
- contrôler sa solidification, en ayant une solidification lente ou en ajoutant un floculant ;
- dans le cas d'un matériau déformé, faire un recuit de recristallisation.

## Mesure de la texture
La texture s'évalue par diffractométrie de rayons X ou de neutrons (méthode globale), ou bien par microscopie électronique à balayage avec EBSD (détermination de l'orientation cristallite par cristallite).

## Représentation de la texture
On peut représenter la texture :
- par au moins deux figures de pôles correspondant aux densités de plans cristallographiques de distances interréticulaires différentes ;
- par la fonction de distribution des orientations, FDO, ou ODF (orientation distribution function), une fonction de densité dans l'espace d'Euler.